# Navia jauana
Navia jauana är en gräsväxtart som beskrevs av L.B.Sm., Steyerm. och Harold Ernest Robinson. Navia jauana ingår i släktet Navia och familjen Bromeliaceae. Inga underarter finns listade i Catalogue of Life.